# Wahabu
Wahabu fou un estat que va existir a la regió del riu Volta al segle xviii. El va fundar Mamadou Karantao després de peregrinar a la Meca (1815), on va entrar en contacte amb Muhàmmad ibn Abd-al-Wahhab fundador del wahhabisme. En tornar (1820) es va instal·lar a Boromo i amb els seus seguidors va sotmetre la regió dominant als habitants gourounsi (ko) i amb el suport del mossi, dagari i dioula (que ja eren musulmans) va dominar els bwaba, bobo, tyéfe i altres, va imposar el wahhabisme i va fundar una nova capital, Wahabu (moderna Ouahabou); va morir en intentar conquerir Baho (que anteriorment ja havia conquerit) en una data desconeguda, posterior el 1840 i el va succeir el seu fill Moktar Karantao, qui va seguir la política d'expansió, va sotmetre els dagari i els lobi, però fou derrotat en la batalla de Djindermé (1887). El 1888 va rebre el capità Gustave Binger quan va passar per Wahabu. El 1898 va ser derrotat pels francesos i va haver de signar el tractat de protectorat.